# Баджула
42°58′ пн. ш. 17°37′ сх. д. / 42.96° пн. ш. 17.61° сх. д.
Баджула (хорв. Badžula) — населений пункт у Хорватії, у Дубровницько-Неретванській жупанії у складі громади Зажаблє.

## Населення
Населення за даними перепису 2011 року становило 73 осіб.
Динаміка чисельності населення поселення: